# Abdellatif Kechiche
Abdellatif Kechiche (* 7. prosince 1960 Tunis) je tunisko-francouzský herec, filmový režisér a scenárista. Jeho režijní debut přišel v roce 2000 s filmem Voltairova chyba, k němuž též napsal scénář. Jeho film Život Adèle získal v roce 2013 Zlatou palmu na Filmovém festivalu v Cannes.

## Životopis
Narodil se v Tunisu a ve věku svých šesti let se s rodiči přestěhoval do francouzského města Nice.
V roce 2003 režíroval film Únik, který získal Césara pro nejlepší film a též mu vynesl Césara za nejlepšího režii. Na 64. ročníku Benátského filmového festivalu představil svůj film Kuskus a získal za něj speciální cenu poroty. Snímek též obdržel cenu FIPRESCI, Cenu Louise Delluca a Césara za nejlepší film a nejlepší režii.
Jako herec se představil zejména v anglickojazyčných filmech, proslavil se zejména rolí taxikáře v psychologickém thrilleru Sorry, Haters z roku 2005, který byl uveden na Torontském mezinárodním filmovém festivalu. V letech 2005 a 2008 získal vyznamenání od vlády tehdejšího tuniského prezidenta Zína Abidína bin Alího.
V roce 2013 natočil drama Život Adèle, které na Filmovém festivalu v Cannes vyhrálo Zlatou palmu a cenu FIPRESCI. Několik dní po jeho ocenění vypukla bouřlivá diskuze ohledně jeho pracovních metodách. Technici z filmu jej totiž veřejně obvinili z obtěžování, neplacených přesčasů a porušování pracovněprávních vztahů. Představitelky hlavních rolí Léa Seydoux a Adèle Exarchopoulos, které též obdržely Zlatou palmu, si během natáčení na Kechicheho chování též stěžovaly, ale později se rozsáhlém interview nechaly slyšet, že ačkoliv se s ním obtížně spolupracovalo, tak to stálo za to, protože Kechiche je vynikající filmař.

## Filmografie
| Rok  | Název                         | Jako                           | Poznámky |
| ---- | ----------------------------- | ------------------------------ | --- |
| 2001 | Voltairova chyba              | režisér, scenárista            | |
| 2002 | La Boîte magique              | herec                          | |
| 2003 | Únik                          | režisér, scenárista            | César pro nejlepšího režiséra |
| 2005 | Sorry, Haters                 | herec                          | |
| 2007 | Kuskus                        | režisér, scenárista            | César pro nejlepšího režiséra Cena Louise Delluca Lumièrova cena za nejlepší režii |
| 2010 | Černá Venuše                  | režisér, scenárista            | |
| 2013 | Život Adèle                   | režisér, scenárista            | Zlatá palma (oceněn společně s představitelkami hlavních rolí, Léou Seydoux a Adèle Exarchopoulos) Cena mezinárodní federace filmových kritiků (FIPRESCI, Filmový festival v Cannes 2013) Nejlepší mezinárodní nezávislý film (British Independent Film Awards2013) Cena Louise Delluca Lumièrova cena za nejlepší režii |
| 2017 | Mektoub, má láska – Canto Uno | režisér, scenárista, producent | |
| 2019 | Mektoub, My Love: Intermezzo  | režisér, scenárista, producent | |